# 欧根·冯·洛茨贝克
欧根·冯·洛茨贝克（德語：Eugen Freiherr von Lotzbeck，1882年2月24日—1942年5月22日），德国男子马术运动员。他曾代表德国参加1928年夏季奥林匹克运动会马术比赛，获得团体盛装舞步赛金牌。